# Raffael und seine Nachbarinnen

Raffael: Porträt einer jungen Frau (Palazzo Barberini, Rom 1519)

Raffael und seine Nachbarinnen ist eine Erzählung von Achim von Arnim, die – um 1822 entstanden – in dem „Taschenbuch zum geselligen Vergnügen auf das Jahr 1824“ bei Johann Friedrich Gleditsch 1823 in Leipzig erschien.
Raffaels Gehilfe Baviera erzählt von der Liebe seines Meisters zu der Töpferin Benedetta und zu der Bäckerin Ghita.

## Inhalt
Die letzten zwölf Jahre Raffaels hat Baviera miterlebt. So lässt er den Meister persönlich zu Wort kommen, als es gilt, ein ganz besonderes Jugenderlebnis in seine Erinnerungen einzuflechten. Das ist die Geschichte von Raffaels ersten Malereien daheim in Urbino. Im Nachbarsgarten arbeitet tags die zarte Töpferin Benedetta. Des Nachts vor dem Brennen bemalt der verliebte Jüngling heimlich die Tonteller der schönen jungen Arbeiterin. Als der Vater den jungen Raffael nach Perugia zu seinem Freund Pietro in die Lehre geben will, heißt es Abschied nehmen. Raffael steigt wieder über die Mauer und will Benedetta einen ihm teuren Ring schenken. Das Mädchen lehnt ab. Aber die füllige junge Bäckerin Ghita – groß und stark – ebenfalls eine Nachbarin, kommt hinzu und möchte den Ring besitzen. Aus Verlegenheit lässt Raffael den Ring fallen. Das Schmuckstück gleitet im Fallen die drei Glieder am Finger einer weiblichen Statue – eines schönen Marmorbildes im lauschigen Töpfersgarten – hinab. Als Ghita den Ring abziehen will, ist das nicht möglich. Denn der Finger ist auf einmal gekrümmt. Als hernach Benedetta nach dem Ringe greift, kann sie ihn ohne Mühe abziehen.
Jahre später in Rom wird eine schöne Bäckerin Ghita Raffaels Geliebte. Baviera beobachtet über die Jahre hinweg, wie die Bäckerin dem Maler zweimal eine Schwangerschaft verheimlicht. Mit der Treue nimmt es Ghita nicht so genau. Sie lässt sich unter anderem mit Raffaels Freund Bartolommeo ein. Gegen Ende seines Lebens, als Raffael sein großes Werk, die Verklärung, in Angriff nimmt, erinnert er sich des Jugenderlebnisses. Die Szenerie steht vor seiner Seele: „Ich sehe noch die blaue Luft mit dem leichten, goldigen Gewölk, wie sie einst über dem Hause der Geliebten standen.“ Die Vorlage, also jene Statue im fernen heimatlichen Urbino, wird zur Madonna. Das Werk gelingt. Bevor Raffael stirbt, erlebt er noch ein Glück. Als er beim Kardinal Bibiena das Bild der Madonna mit dem heiligen Sixtus malt, lernt er seine beiden Söhne kennen. Der Kardinal Bibiena sucht darauf den Maler zu einem Gegenbesuch auf und stellt ihm seine Nichte Benedetta vor. Seine Eminenz erinnert den Maler an das Versprechen, Benedetta zu heiraten. Benedetta gibt sich durch den Ring als Raffaels Jugendliebe zu erkennen und setzt den Vater der beiden Jungen ins Bild. Ihre beiden Kinder habe die gottlose Ghita geboren. Zu der Hochzeit kommt es nicht. Benedetta will die vom Kardinal angemahnte Verbindung auch nicht. Zunächst wolle sie das Band der Sünde trennen. Auch dies gelingt nicht. Der kranke Raffael stirbt. Sein Verderben ist ein Kunstfehler des Meisters Galeno. Das ist der Leibarzt von Raffaels Arbeitgeber, des Papstes. Raffaels Knaben treten früh in den geistlichen Stand.

## Selbstzeugnis
- Arnim schreibt am 29. Januar 1824 an die Brüder Grimm: „Sie [die Erzählung] hat unter den Leuten auch mehr Gnade gefunden, als ich erwarten konnte.“[4]

## Rezeption
- Ludwig Sigismund Ruhl nennt am 14. Februar 1824 den Text „ein wares[5] Wunderwerk von Prophetischer Poesie“.[6]
- Kratzsch bezeichnet die Novelle als „formal vollkommen“.[7] Arnim suche darin nach dem Wesen der Kunst.
- Arnim habe im November 1801 Werke Raffaels in Dresden gesehen.[8]
- Nach Japp hat Arnim den Stoff aus Vasaris Lebensläufen.[9] Die Kompetenz des Erzählers Baviera, eines ehemaligen Bettlers, sei von Arnim absichtlich aus mehreren Gründen als äußerst fragwürdig angelegt worden.[10] Über dieses Hintertürchen kann der gutwillige Leser zum Beispiel auch zwei Wunder ein wenig leichter akzeptieren. Gemeint sind erstens die Statue im Garten des Töpfers. Diese kann den Finger krümmen. Und zweitens, Benedetta und Ghita treten erst in Urbino und Jahre später im doch ein Stück entfernten Rom auf.

### Ausgaben
- Gisela Henckmann (Hrsg.): Achim von Arnim: Erzählungen (Mistris Lee – Isabella von Ägypten, Kaiser Karl des Fünften erste Jugendliebe – Melück Maria Blainville, die Hausprophetin aus Arabien – Der tolle Invalide auf dem Fort Ratonneau – Die Majoratsherren – Owen Tudor – Raphael und seine Nachbarinnen). 384 Seiten. Reclams Universal-Bibliothek 1505, Stuttgart 1991, ISBN 978-3-15-001505-6

### Zitierte Textausgabe
- Achim von Arnim: Raffael und seine Nachbarinnen. Erzählung. S. 493–550 in Konrad Kratzsch (Hrsg.): Achim von Arnim: Erzählungen. 635 Seiten. Aufbau-Verlag Berlin und Weimar 1968 (1. Aufl.)